# Mistrzostwa Afryki w Judo 2002
Mistrzostwa Afryki w judo rozegrano w Kairze w Egipcie w dniach 4-7 października 2002 roku.

## Klasyfikacja medalowa
Gospodarz zawodów został zaznaczony kolorem.
| Miejsce | Państwo                  |    |    |    | Razem |
| ------- | ------------------------ | -- | -- | -- | ----- |
| 1       | Tunezja                  | 5  | 6  | 4  | 15    |
| 2       | Egipt                    | 5  | 2  | 4  | 11    |
| 3       | Algieria                 | 4  | 3  | 4  | 11    |
| 4       | Wybrzeże Kości Słoniowej | 1  | 0  | 1  | 2     |
| 5       | Senegal                  | 1  | 0  | 0  | 1     |
| 6       | Maroko                   | 0  | 2  | 6  | 8     |
| 7       | Kamerun                  | 0  | 1  | 7  | 8     |
| 8       | Gabon                    | 0  | 1  | 1  | 2     |
| 9       | Mauritius                | 0  | 1  | 0  | 1     |
| 10      | Południowa Afryka        | 0  | 0  | 2  | 2     |
| 11      | Angola                   | 0  | 0  | 1  | 1     |
| .       | Gambia                   | 0  | 0  | 1  | 1     |
| Razem   | Razem                    | 16 | 16 | 31 | 63    |

## Wyniki

### Mężczyźni
| Waga    | Złoto:              | Srebro:              | Brąz:                                    |
| -60 kg  | Umar Rabahi         | Makrem Ayed          | Jean-Claude Cameroun Chadi El Daoua      |
| -66 kg  | Anis Lounifi        | Ammar Murajdża       | Abdelouahed Idrissi Chorfi Ameen El-Hady |
| -73 kg  | Haitham El Hossainy | Nur ad-Din al-Jakubi | Bernard Mvondo-Etoga Ferrid Kheder       |
| -81 kg  | Salim Boutabcha     | Aboumedan El Sayed   | Hassen Moussa Safouane Attaf             |
| -90 kg  | Chalid Maddah       | Adil Laknifi         | Hiszam Misbah Rostand Melaping           |
| -100 kg | Bassel El-Gharbawy  | Sadok Khalki         | Sami Belgroun Justin Goosen              |
| +100 kg | Islam El-Shehaby    | Anis Chedli          | Muhammad Bu Iszawi Steeve Nguema Ndong   |
| open    | Anis Chedli         | Bassel El-Gharbawy   | Adil Belgaïd Rostand Melaping            |

### Kobiety
| Waga   | Złoto:            | Srebro:             | Brąz:                                       |
| -48 kg | Chahnez M’Barki   | Dolly Moothoo       | Soraya Haddad Ibtissam Zaoui                |
| -52 kg | Hortense Diédhiou | Hayet Rouini        | Kaoutar Al Andaqi Ratiba Tariket            |
| -57 kg | Zohra Zemamta     | Karima Dhaouadi     | Judith Esseng Abolo Mariama Bangoura        |
| -63 kg | Saida Dhahri      | Zoubida Bouyacoub   | Yasmin Sabra Henriette Moller               |
| -70 kg | Lea Zahoui Blavo  | Yousra Zribi        | Antónia Moreira de Fátima Honorine Mafeguim |
| -78 kg | Houda Ben Daya    | Mélanie Engoang     | Christelle Okodombe Akissi Monney           |
| +78 kg | Heba Hefny        | Samira Chhab        | Insaf Yahyaoui                              |
| open   | Heba Hefny        | Christelle Okodombe | Insaf Yahyaoui Samira Chhab                 |